# Nintendo Research & Development 2
A Nintendo Research & Development No. 2 Department (任天堂開発第二部, Nintendō Kaihatsu Daini Bu), comumente abreviada como Nintendo R&D2, foi uma divisão dentro da desenvolvedora japonesa de jogos eletrônicos Nintendo, que era inicialmente responsável pelo desenvolvimento dos consoles de mesa da empresa. A R&D2 mesmo assim veio a desenvolver alguns títulos a partir do final da década de 1990, principalmente na forma de conversões de jogos mais antigos.
A R&D2 foi criada em 1978 a partir da divisão da Nintendo Research & Development Department. Ela foi a responsável pela criação do sistemas Color TV-Game, Nintendo Entertainment System e Super Nintendo Entertainment System. A divisão existiu até 2004, quando Satoru Iwata, presidente da Nintendo, promoveu uma grande reestruturação interna da companhia, com a R&D2 sendo fundida com Nintendo Research & Development 1 a fim de criar a Nintendo Software Planning & Development.